# Bitwa pod Bukaresztem

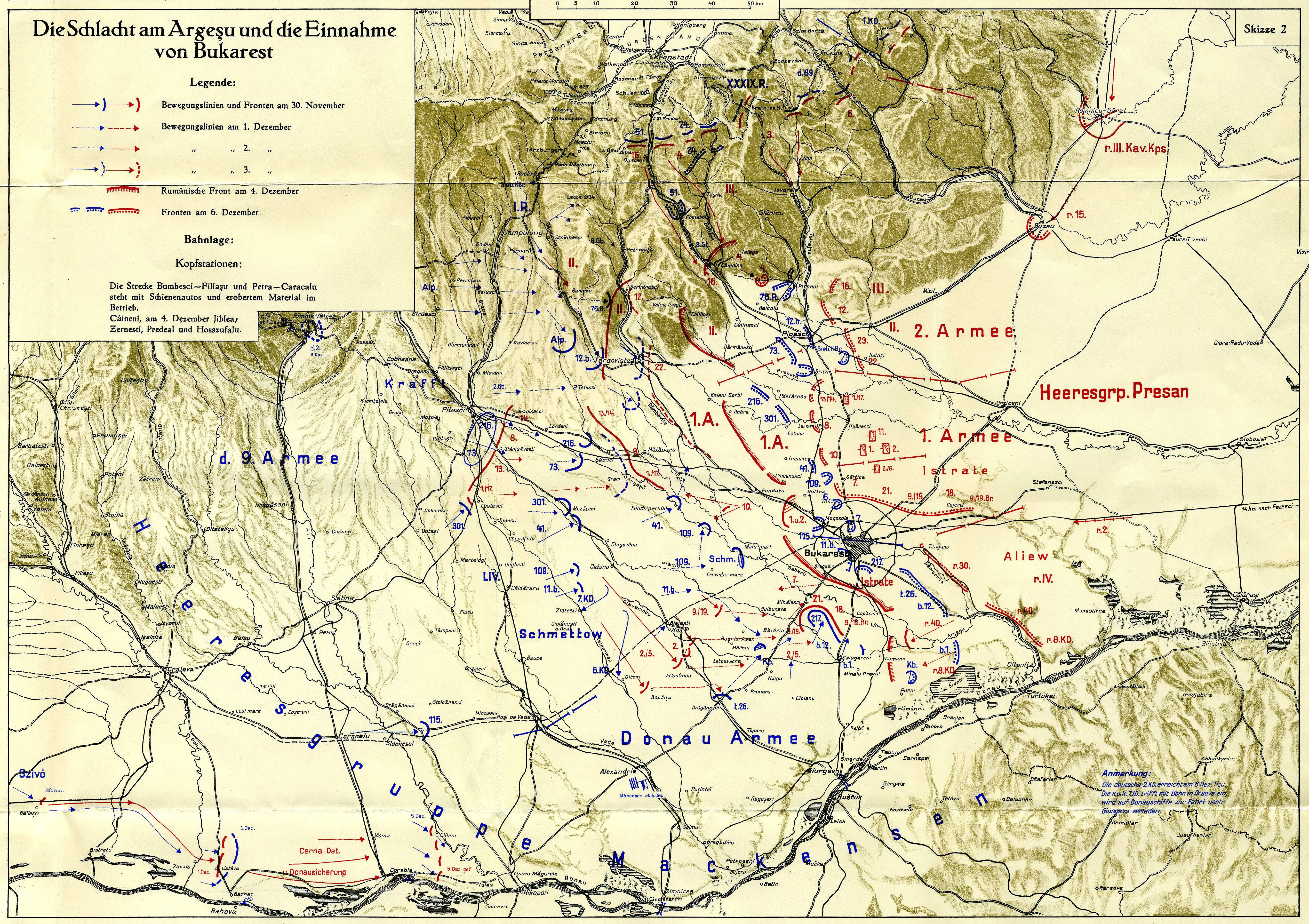
Bitwa nad Ardżesz i zajęcie Bukaresztu

Bitwa pod Bukaresztem rum. Bătălia pentru București (określana też przez historiografię rumuńską mianem operacji obronnej Argeș-Neajlov) − bitwa w czasie I wojny światowej, stoczona w dniach 25 listopada − 3 grudnia 1916 roku pomiędzy armią rumuńską a połączonymi siłami austro-węgierskimi, niemieckimi i bułgarskimi.
Po pokonaniu armii rumuńskiej w Dobrudży i Siedmiogrodzie, połączone siły państw centralnych przekroczyły Dunaj i wtargnęły na terytorium Rumunii, dążąc do opanowania Bukaresztu. Nadzieje Rumunów na wsparcie ze strony jednostek armii rosyjskiej nie doczekały się realizacji.
Mimo ciężkich strat jednostki rumuńskie do 30 listopada skutecznie broniły linii rzeki Ardżesz − ostatniej rubieży na drodze do stolicy. Przełomowe znaczenie miały wydarzenia rozgrywające się 1 grudnia 1916 roku. W ręce niemieckie wpadł rumuński samochód sztabowy, w którym znajdowała się korespondencja dowódców rumuńskich i dokładne informacje na temat rozlokowania poszczególnych jednostek. Koncentryczne uderzenie na najsłabsze punkty rumuńskiej obrony przeprowadzone w dniach 2–3 grudnia zakończyło się sukcesem oddziałów Augusta von Mackensena. Resztki jednostek rumuńskich wraz z władzami państwa rumuńskiego wycofały się do Jass. Do Bukaresztu wkroczyły jednostki niemieckie.